# World Wide Live
World Wide Live (укр. «Наживо по світу») — другий концертний альбом німецького рок-гурту Scorpions, випущений 1985 року. Записаний під час однойменного турне гурту, що було визнане одним із найвдаліших, масштабних та якісних в історії рок-музики.

## Список композицій

### Аудіо
- 1. Вступ
- 2. Coming Home
- 3. Blackout
- 4. Bad Boys Running Wild
- 5. Loving You Sunday Morning
- 6. Coast To Coast
- 7. Make It Real
- 8. Big City Nights
- 9. Holiday
- 10. Still Loving You
- 11. Rock You Like A Hurricane
- 12. Can't Live Without You
- 13. Another Piece Of Meat
- 14. The Zoo
- 15. No One Like You
- 16. Dynamite
- 17. Can't Get Enough
- 18. Гітарне соло
- 19. Can't Get Enough

### Відео
1. Coming Home
2. Blackout
3. Big City Nights
4. Loving You Sunday Morning
5. No One Like You
6. Holiday
7. Bad Boys Running Wild
8. Still Loving You
9. Rock You Like a Hurricane
10. Dynamite
11. I‘m Leaving You (студійна версія, яка грає через титри)

## Склад музикантів
Scorpions
- Клаус Майне — вокал, ритм-гітара у «Coast to Coast»[1]
- Рудольф Шенкер —  ритм-гітара, соло-гітари в «Big City Nights», «Coast To Coast», «Holiday» і «Still Loving You», бек-вокал
- Маттіас Ябс — соло-гітара, ритм-гітара в «Big City Nights», «Coast To Coast», «Holiday» і «Still Loving You», ток-бокс у «The Zoo», бек-вокал
- Френсіс Бухольц — бас-гітара, бек-вокал
- Герман Ребелл — ударні, бек-вокал

Інші
- Дітер Діркс – продюсер, зведення аудіо
- Майк Бейрігер – звукоінженер, зведення
- Девід Г'юїтт – звукоінженер
- Герд Раутенбах – звукоінженер

## Сертифікації
| Регіон                                                                                          | Сертифікація | Продажі    |
| ----------------------------------------------------------------------------------------------- | ------------ | ---------- |
| Канада (Music Canada)                                                                           | Платиновий   | 100 000^   |
| Франція (SNEP)                                                                                  | Золотий      | 100 000*   |
| Німеччина (BVMI)                                                                                | Золотий      | 250 000^   |
| Іспанія (PROMUSICAE)                                                                            | Золотий      | 50,000     |
| США (RIAA)                                                                                      | Платиновий   | 1 000 000^ |
| *продажі, що базуються лише на сертифікаціях ^відвантаження, що базуються лише на сертифікаціях |              |            |